# Pamětní síň pátera Jana Buly
Pamětní síň pátera Jana Buly (jinak též Pamětní síň P. Jana Buly) je pamětní síň v Lukově, umístěna je v budově fary v čp. 9. Provozována je obcí Lukov, připravena byla Luďkem Navarou a Miroslavem Kasáčkem.

## Expozice
Součástí sbírek v pamětní síni budou předměty ze života pátera Jana Buly, jedním z hlavních předmětů je Bulův primiční ornát, ten ukrývala rodina Jana Buly do roku 1968, kdy jej předala knězi Jaroslavu Beránkovi, ten jej ukrýval na faře v Miroslavi, kde působil až do své smrti. Dalším význačným předmětem je kalich Jana Buly. Součástí výstavy jsou i obrazy, které Jan Bula namaloval. Součástí síně je i stálá výstava věnovaná Janu Bulovi a nazvaná „Věřím, že můj krátký život nebyl nadarmo“. Panely této výstavy věnovalo Biskupství brněnské. Další expozicí je výstava „Vyhnanci“ od autorů Miroslava Kasáčka a Luďka Navary. Vybudování síně a oprava fary přišla na částku cca 5,5 milionu korun, větší část byla hrazena z dotací, menší část pocházela ze zdrojů obcí a farností.
Slavnostního otevření 10. září 2016 se zúčastnil Jiří Mikulášek, Karel Orlita (kněz, jež pracuje na procesu blahořečení Jana Buly), náměstkyně ministra kultury ČR Hana Matoušková, předsedkyně Konfederace politických vězňů Naděžda Kavalírová, výkonná ředitelka Platformy evropské paměti a svědomí Neela Winkelmann, starosta Orla Stanislav Juránek a radní kraje Vysočina Marie Kružíková. Kromě významných hostů se otevření zúčastnilo asi 500 lidí.